# The Country Doctor
The Country Doctor é um filme mudo em curta-metragem norte-americano, do gênero dramático, escrito e dirigido por D. W. Griffith em 1909 e estrelado por Kate Bruce. Cópias do filme sobrevivem no Museu de Arte Moderna e Biblioteca do Congresso dos Estados Unidos.

## Elenco
- Kate Bruce
- Adele DeGar
- Gladys Egan
- Rose King no papel da criada
- Florence Lawrence
- Mary Pickford
- Frank Powell